# 门格希德
门格希德是德国莱茵兰-普法尔茨州的一个市镇。总面积为9.53平方公里，总人口大约732人，其中男性379人，女性则有353人（2011年12月31日），人口密度为每平方公里77人。